# 日本製鋼所
株式会社日本製鋼所（にほんせいこうしょ、The Japan Steel Works, Ltd.）は、鋼板、鍛造品、鋳造品、プラスチックの射出成形機、鉄道車両向け製品、戦車や艦艇などの砲を製造する日本の株式会社である。
三井グループに属する。略称は日鋼（にっこう）、あるいは英語表記の頭文字をとってJSWと記される。日経平均株価の構成銘柄の一つ。

## 概要
旧株式会社日本製鋼所は、1907年（明治40年）、英国の技術を導入して国産の兵器を製造する会社として、北海道炭礦汽船株式会社、英国アームストロング・ホイットワース社、英国ヴィッカース社の出資によって北海道室蘭市に設立された。これは、製鋼事業としては安来製鋼所に次ぐ画期的な出来事であった。太平洋戦争の敗戦に伴い、企業再建整備法により後の1950年（昭和25年）に解散した。
解散された旧会社の資産と人材をもとに新たに設立された株式会社日本製鋼所は、兵器の製造で培った鍛造技術、鋳造技術を活用し、発電所、化学プラントに用いられる特殊な鍛造品、鋳造品、プラスチック・マグネシウムの射出成形機や各種の産業機器を製造している。また、戦車や艦艇の火砲や発射システムなどの防衛機器の製造も続けている。
首都高速道路公団からの依頼を受け、首都高速道路江戸橋ジャンクションの曲線道路橋桁の鋳造に関わったことでも知られている。
製作所として、発電用蒸気タービンや原子力用部材、化学プラントに用いられる鉄鋼製品やブレードやタワーなど風力発電用風車を生産する室蘭、プラスチック・マグネシウムの射出成形機、戦車や艦艇の火砲などを生産する広島、レーザーアニール装置など電子機器用装置を生産する横浜がある。かつては産業用機械を生産する東京、鹿島工場のほか、軍需用機器を製造・補修していた宇都宮（後のシンガー日鋼）、赤羽作業所、および輪西工場（現・日本製鉄室蘭製鉄所）があった。
従来、本社機能は東京都千代田区有楽町、日比谷三井ビルディングと東京都府中市日鋼町1番地1号の旧自社ビル（日本製鋼所東京製作所跡地、2004年（平成16年）に売却）に分かれていたが、2007年（平成19年）8月14日、東京都品川区のゲートシティ大崎ウエストタワーに移転した。

## 設立経緯
日本製鋼所の設立経緯について、特筆しておくべきこととして帝国海軍（以下、海軍）との関係や、初の外国資本導入（ここでは英国）が挙げられる。
当時代議士でもあった、北海道炭礦汽船の専務取締役の井上角五郎は、かねてより製鉄業こそが近代化の根幹であると考えており、鉄道国有化による売却益を利用して、北海道の地で製鉄事業に進出することを計画して、伊藤博文、松方正義ら元老に働きかけた（日本製鋼所室蘭製作所の迎賓館である瑞泉閣には、伊藤博文の「日本製鋼所」という揮毫が残っている）。
一方、海軍においても日露戦争の経験から兵器国産化を目指していたが、そのためには先進国から技術を導入する必要があった。そこで、この計画に乗る形で呉鎮守府の山内万寿治中将を参画させる（現役将官が民間企業の顧問となるのは極めて異例である）ことで、兵器国産化を目的とした、製鋼事業を起業することが急速に具体化していった。当初、井上は追分で産出された石炭から作ったコークスと、倶知安などで産出した鉄鉱石を用いて高炉製鉄とそれに付随して製鋼を行うことを企図していたが、海軍側の説得により製鋼と兵器製造を中心とすることになっていった。井上の念願であった製鉄事業については、1909年（明治42年）に北海道炭礦汽船輪西製鐵場を開設して、現在の日本製鉄室蘭製鉄所へとつながっていく。
先進国からの技術導入であるが、当時の海軍は英国のアームストロング・ウイットウォース會社（Sir W.G.Armstrong, Whitworth and Co., Ltd.）から軍艦や兵器を多く買い付けていた。山内はこれを北炭に紹介するとともに、日英合弁事業とすることを勧めたとされる。そこに英国ビッカース會社（Vickers Sons and Maxim, Ltd.）が参加して、日本製鋼所を室蘭に設立することが決まった。
なぜ室蘭に日本製鋼所が設立されたかについてであるが、もともと、室蘭には海軍の鎮守府の設置が内定しており、軍港として指定されていたが、地勢的に太平洋側からの攻撃に対して防御が困難であるという理由により、1903年（明治36年）に鎮守府の設置は見送られたという経緯がある（大湊警備府を参照）。そこで、使われていなかった室蘭港を使用することとしたのである。
また海軍のみならず陸軍とも深い関係をもっており、日本軍最大級の試製四十一糎榴弾砲の砲身製造などを手がけている。

## 沿革
- 1907年（明治40年） - 北海道炭礦汽船株式會社（北炭）と英国アームストロング・ホイットワース社（Armstrong Whitworth）、英国ヴィッカース会社（Vickers）の共同出資により北海道室蘭郡室蘭町に設立。
- 1911年（明治44年） - 室蘭に私立楽生病院（直後に日本製鋼所職工共済会病院と改称、現・社会医療法人母恋　日鋼記念病院）開設。
- 1915年（大正4年） - 本社を東京へ移転。
- 1917年（大正6年） - 3月14日に職工3000人が賃上げを求めてストライキを実施。指導者が検挙されて、22人が解雇[4]。
- 1918年（大正7年） - 室蘭工業所（現・室蘭製作所）にて日本初の航空機用エンジンである室0号完成。
- 1919年（大正8年） - 北海道製鐵株式會社（輪西製鐵所を運営）と合併、輪西工場製鐵課とする。
- 1920年（大正9年） - 株式會社廣島製作所（旧株式會社松田製作所）を買収、廣島工場（現・広島製作所）とする。
- 1924年（大正13年） - 三井財閥などとの出資により輪西製鐵組合設立、輪西工場の資産を移管する。なお、生産は引き続き日本製鋼所が担当する。
- 1931年（昭和6年） - 輪西製鐵株式會社設立、製鉄・炭鉱事業を完全分離。
- 1935年（昭和10年） - 神奈川県久良岐郡金沢町に横浜工場を起工。
- 1936年（昭和11年） - 横浜製作所竣工・操業開始。
- 1936年（昭和11年） - 9月26日、昭和天皇が室蘭工場に行幸[5]。
- 1938年（昭和13年） - 東京府北多摩郡府中町に武蔵製作所（旧東京製作所）を起工。
- 1941年（昭和16年） - 武蔵製作所竣工・操業開始。
- 1943年（昭和18年） - 栃木県河内郡平石村に宇都宮製作所を起工。
- 1944年（昭和19年） - 宇都宮製作所竣工・操業開始。
- 1945年（昭和20年） - 太平洋戦争終戦、民需転換開始。
- 1948年（昭和23年） - 過度経済力集中排除法の該当会社に指定。
- 1949年（昭和24年） - 朝鮮戦争特需のため赤羽作業所を設置。
- 1949年（昭和24年） - 企業再建整備法の企業再編整備計画認可、宇都宮製作所をパインミシン（後のシンガー日鋼）として分離。
- 1949年（昭和24年） - 広島日鋼争議。622人の解雇をめぐり労働者が警察隊と衝突[6]。
- 1950年（昭和25年） - 企業再建整備法により株式会社旧日本製鋼所と改称ののち解散、あらたに株式会社日本製鋼所を設立（4製作所、1作業所体制）。
- 1953年（昭和28年） - 日鋼赤羽争議勃発。
- 1954年（昭和29年） - 大規模合理化により日鋼室蘭争議勃発。
- 1960年（昭和35年） - 本社を日比谷三井ビルディングに移転。
- 1961年（昭和36年） - 赤羽作業所閉鎖。
- 1975年（昭和50年） - 広島製作所内に機械研究所を設立。
- 1976年（昭和51年） - 茨城県鹿島郡神栖町に鹿島工場を設置。
- 1980年（昭和55年） - 日本製鋼所病院を医療法人社団日鋼記念病院（現・社会医療法人母恋　日鋼記念病院）として分離・独立。
- 1983年（昭和58年） - 横浜製作所を横浜市金沢区福浦に移転・操業開始。
- 1986年（昭和61年） - 東京製作所内に東京研究所を設置。
- 1987年（昭和62年） - 東京製作所閉鎖、跡地に府中インテリジェントパークを建設開始。
- 1989年（平成元年） - 東京研究所を移設する形で千葉県四街道市に中央研究所設置。
- 1998年（平成10年） - 鹿島工場閉鎖。
- 2000年（平成12年） - 千葉研究室（旧中央研究所）を横浜研究室に移転・統合。
- 2000年（平成12年） - 風力発電用タワーを生産開始。
- 2005年（平成17年） - 風力発電用ブレードを生産開始。
- 2006年（平成18年） - 室蘭製作所構内に茶津風力発電所を建設、風力発電（売電）事業に参入。
- 2007年（平成19年） - 本社を東京都品川区のゲートシティ大崎ウエストタワーに移転。
- 2008年（平成20年） - 株式会社名機製作所と資本・業務提携。
- 2016年（平成28年） - 株式会社名機製作所を完全子会社化。
- 2019年（平成31年） - 風力発電機の製造販売事業から撤退（製造は2016年から中止）[7]。
- 2020年（令和2年） - 室蘭製作所及び素形材・エネルギー事業と風力発電機器保守サービス部門、並びにグループ会社4社を統合し、事業子会社「日本製鋼所M&E株式会社」を設立。同日、子会社の株式会社名機製作所を吸収合併し、新たに製造拠点の名機製作所として発足[8]。

## 英語表記
日本製鋼所の英語表記はThe Japan Steel Works, Ltd.であり、設立当初から用いられてきた。このため、1970年（昭和45年）の新日本製鐵（現・日本製鉄）設立の際、新日鐵は英語名にJapan Steelを用いることができず、やむなくNippon Steel Corporationにしたという経緯がある。なお、旧日本製鐵株式會社の英語表記はJapan Iron & Steel Co., Ltd.であり、日本製鋼所と混同しない。

## 株式業界での符丁
他の「日本セイコウ」という会社名（日本精工、日本精鉱）との混同を防ぐため、日本製鋼所株は株式市場関係者によって「アーム」という符牒で呼ばれることがある。これはもちろん、上記アームストロング社との資本関係に由来する。

## 主要株主
| 氏名又は名称                                                                                  | 所有株式数 | 持株比率 |
| --------------------------------------------------------------------------------------------- | ---------- | -------- |
| 日本マスタートラスト信託銀行株式会社                                                          | 19,714千株 | 5.31%    |
| 日本カストディ銀行株式会社                                                                    | 15,924千株 | 4.29%    |
| 大樹生命保険株式会社（常任代理人：日本カストディ銀行株式会社）                                | 14,138千株 | 3.81%    |
| 株式会社三井住友銀行                                                                          | 12,550千株 | 3.38%    |
| 三井住友海上火災保険株式会社                                                                  | 8,824千株  | 2.38%    |
| ジユニパー（常任代理人：株式会社三菱東京UFJ銀行）                                             | 8,300千株  | 2.23%    |
| 三井住友信託銀行株式会社（常任代理人：日本トラスティ・サービス信託銀行株式会社）              | 8,152千株  | 2.19%    |
| NORTHERN TRUST CO.（AVFC）RE-HSD00（常任代理人：香港上海銀行東京支店）                        | 6,981千株  | 1.88%    |
| シービーニューヨーク オービス エスアイシーアーヴィー （常任代理人：シティバンク銀行株式会社） | 6,736千株  | 1.81%    |
| 日本製鉄株式会社                                                                              | 6,530千株  | 1.76%    |

- 2015年3月　第89期　有価証券報告書より

## 関連会社
- 日本製鋼所M&E
- 日鋼YPK商事
- ファインクリスタル
- 日鋼特機
- ニップラ
- 日鋼テクノ
- サン・テクトロ
- 名機製作所（2020年4月1日、吸収合併により消滅）

ほか各社。
かつては、
- シンガー日鋼
- マツモク工業

という会社も存在した。これらはそれぞれ米国シンガー社との合弁会社とその子会社である。
また、
- 日鋼機械センター
- 日鋼検査サービス

という会社もかつて室蘭製作所内に存在していたが、2020年4月1日をもって日鋼MECを存続会社として吸収合併されて消滅し、日本製鋼所M&Eとなった。
- 生活協同組合コープクレア （元日本製鋼所生活協同組合。2003年（平成15年）2月6日、経営悪化のため自己破産した。）

## 人材育成
- 優秀な社員を兵庫県尼崎市の産業技術短期大学（1962年一般社団法人日本鉄鋼連盟が設立）に派遣して、人材育成を行っている。具体的には、「製造現場における知識創造と人材の多機能育成政策・綿密な能力開発策のひとつとして、企業内選抜を経て中堅技術者への昇進に結びつく産業技術短期大学への派遣を行う政策の実行」であり、このような人材育成形態（教育訓練形態）を「オフ・ザ・ジョブ・トレーニング・OFF-JT」という。
- 室蘭製作所（現・日本製鋼所M&E）では日本刀の鍛刀技術継承を目的として『瑞泉鍛刀所』を設置し、刀工を社員として抱えている[9][10]。

## CM出演者
- 斎藤工